# کوین اندورام
کوین اندورام (زاده ۲۲ ژانویه ۱۹۹۶) یک بازیکن فوتبال اهل فرانسه است که هم‌اکنون در موناکو بازی می‌کند.